# Зелёный — прошлое…
Зелёный — прошлое… — польский телефильм 1976 года режиссёра Герарда Залевского, по мотивам рассказа Льва Толстого «Записки маркёра».

## Сюжет
Молодой человек приезжает из своего имения в губернский город чтобы уладить формальности, связанные с получением большого наследства. Немного освоившись он становится постоянным посетителям местного игорного дома и большую часть своего времени и энергии посвящает игре в биллиард. Наивно считая, что для того чтобы выигрывать достаточно знать правила игры и не бояться риска, он легко впадает в зависимость от азартной игры. Начинающему игроку кажется, что его уважают и ценят в среде профессиональных игроков, но жизнь, однако, быстро рассеивает эти иллюзии…

## В ролях
- Ежи Бончак — Теодор
- Ян Фрыч — Людвик Конаржевски
- Божена Адамек — Анусия
- Владислав Ханьча —
- Анджей Щепковский —
- Хенрик Биста — хозяин игорного дома
- Эва Шикульская — проститутка
- Богуслав Сохнацкий —
- Влодзимеж Мацюдзиньский (pl:Włodzimierz Maciudziński) — маркёр
- Петр Павловский (Piotr Pawłowski) — жених Анусии
- Юзеф Фрызлевич (pl:Józef Fryźlewicz)— Воджицки, инженер-железнодорожник
- Рышард Дрегер (pl:Ryszard Dreger) — Зимек
- Александра Кажиньска (pl:Aleksandra Karzyńska) — актриса
- Владислав Девойно (pl:Władysław Dewoyn)

## Дополнительно
Фильм был дебютом актёра Яна Фрыча:

Ян Фрыч, играя жертву азартных игр, был лишь студентом первого курса Краковской театральной школы. От всех опасностей, подстерегающих новичка он мог защищаться только отзывчивостью, смелостью, инстинктом. Не пропал. Несмотря на всю беспомощность было видно, что камера его приняла.
Оригинальный текст (пол.)Debiut w filmie inspirowanym opowiadaniem Tołstoja "Zapiski markiera". Jan Frycz, grając ofiarę hazardu, był dopiero studentem pierwszego roku krakowskiej PWST. Przed wszystkimi niebezpieczeństwami czyhającymi na nowicjusza mógł się bronić jedynie wrażliwością, odwagą, instynktem. Nie przepadł. Mimo wszystkich nieporadności widać było, że kamera Frycza zaakceptowała.
— 

## Награды
Фильм номинировался на главный приз «Золотой лев» фестиваля польских художественных фильмов 1976 года, однако, в этом году победитель не был определён.
На Кинофестивале в Гдыне приз за лучшую художественное оформление получил художник-постановщик фильма Болеслав Камыковский (pl:Boleslaw Kamykowski).